# Battaglia di Avaldsnes
La battaglia di Avaldsnes, nota anche come battaglia della brughiera di sangue (in norvegese Slaget på Blodeheia), fu un episodio militare avvenuto nel 954 circa tra l'esercito di re Hákon il Buono di Norvegia e quello dei figli di Eiríkr Blódøx.

## Antefatti
Nel 934 il sedicenne Hákon Haraldsson, detto Aðalsteinsfóstri ("adottato da Æthelstan"), fu incitato dal padre adottivo, nientemeno che Æthelstan, re degli anglosassoni, a ritornare in Norvegia con una flotta e un esercito al fine di spodestare dal trono il violento fratellastro Eiríkr, detto Blódøx ("Ascia Insanguinata"). Sbarcato nel Trøndelag, riuscì a convincere il popolo a supportare le sue rivendicazioni promettendo ai contadini la proprietà delle terre che coltivavano e la possibilità di cedere in eredità i propri beni. Presto riuscì ad ingraziarsi la maggior parte della nobiltà e del popolo norvegese ed Eiríkr, sapendo di non poterlo contrastare, fuggì in esilio in Inghilterra insieme alla sua famiglia e ai norvegesi che gli erano rimasti fedeli.
Divenuto re di Norvegia, Hákon, in risposta alle continue scorrerie da parte dei vichinghi nel Vík, intraprese una campagna militare durante la quale distrusse molte delle loro basi lungo la costa danese, razziando lo Jutland, lo Sjælland e la Scania, imponendo tributi alla popolazione locale e facendo molti prigionieri. Non molto tempo dopo Gunnhildr, moglie di Eiríkr Blódøx e sorella del nuovo sovrano danese, si mise insieme ai suoi figli sotto la protezione di re Harald I di Danimarca, detto Blåtand ("Dente Azzurro"), che li accolse benevolmente pensando di poterli sfruttarli in futuro come arma contro Hákon.
Crescendo i figli di Eiríkr nutrirono un desiderio sempre maggiore di vendetta nei confronti dello zio che aveva spodestato il padre e sostenuti dal re danese, iniziarono ad effettuare frequenti scorrerie a danno di Tryggvi Óláfsson, re di Ranrike e di Vingulmark. Nel 953 o 954, al comando di una potente flotta, sconfissero Tryggvi al largo di Sotenäs poi sbarcarono in Norvegia e si impossessarono di gran parte del Vík. Hákon in quel tempo aveva avviato un tentativo di cristianizzazione della Norvegia a partire dal Trøndelag, ottenendo quale risultato una rivolta dei nobili e della popolazione locale che aveva persino cercato di ucciderlo costringendolo a riparare nel Møre. Non essendo riuscito a convincere i locali con la diplomazia, aveva deciso di usare la forza. Prima che potesse mettere in atto i suoi piani gli giunse la notizia che Tryggvi era stato sconfitto e che i figli di Eiríkr avevano occupato il Vík e avevano invaso l'Agder. Hákon decise di abbandonare il proposito di cristianizzare i norvegesi e dopo essersi riconciliato i pagani grazie alla mediazione dello jarl di Lade, l'abile Sigurðr Hákonarson, radunò un esercito, allestì la flotta e salpò verso il sud della Norvegia per affrontare i nemici. Guthormr Sindri, scaldo di corte di Harald I Bellachioma e di Hákon vissuto X secolo, nell'Hákornadrápa afferma che la flotta di Hákon fosse costituita da snekkjar navi agili e di piccole dimensioni che costituivano il tipo più comune di nave da guerra utilizzato dai norreni.

## Battaglia
Le flotte di Hákon e dei figli di Eiríkr, procedendo rispettivamente lungo la costa occidentale e meridionale della Norvegia, si incontrarono al largo dell'isola di Karmøy, nel Rogaland. Fecero poi sbarcare i soldati di comune accordo presso il villaggio di Avaldsnes, allora chiamato Ǫgvaldsnes, perché si riteneva che qui avesse avuto il suo seggio Ǫgvald Rugalfsson, re semi-leggendario del Rogaland. Secondo la Hákonar saga góða entrambi gli schieramenti disponevano di un grande esercito. Hákon, dopo aver disposto i suoi uomini, avanzò rapidamente contro la schiera guidata da Guthormr Eiríksson, comandante delle truppe nemiche, dando inizio alla battaglia. Lo scontro si svolse circa 1 km ad ovest del villaggio, in una brughiera in seguito battezzata Blodeheia ("Brughiera di Sangue") per via del colore che aveva assunto. Guthormr cadde nella mischia insieme a molti dei suoi e i soldati di Hákon riuscirono ad abbattere il portabandiera impadronendosi del vessillo. Quando le truppe fedeli ai figli di Eiríkr videro scomparire la bandiera del comandante fuggirono verso le navi e imbarcatisi, remarono verso il largo. Hákon si imbarcò nuovamente ed inseguì i figli di Eiríkr lungo la costa sino all'Aust-Agder finché quelli non decisero di virare a sud verso il mare aperto per rifugiarsi nello Jutland.

## Conseguenze
La sconfitta di Avaldsnes non fece desistere i figli di Eiríkr dal proposito di riappropriarsi del Regno di Norvegia. L'anno successivo ritornarono a minacciare le coste norvegesi, spingendosi sino alla Penisola di Stad e cogliendo di sorpresa Hákon, che fu avvertito solo all'ultimo momento della presenza del nemico. Ne seguì la battaglia di Rastarkalv dove ancora una volta il re di Norvegia conseguì una vittoria.
Hákon in seguito alla battaglia riformò le modalità di allestimento della flotta a scopo sia difensivo che offensivo introducendo per la prima volta il leiðangr. Questo sistema divideva i territori costieri e parte dell'entroterra della Norvegia in vari distretti a loro volta suddivisi in skipreiða, comunità i cui abitanti dovevano garantire a loro spese l'allestimento e l'equipaggiamento di una nave in caso di mobilizzazione generale conseguente ad un attacco nemico. Per rendere più efficiente il dispiegamento della flotta, Hákon fece costruire una catena di fuochi di segnalazione sulle montagne che attraversava tutto il regno. In sette giorni il segnale era in grado di giungere dai distretti più meridionali del Vest-Agder sino ai più settentrionali dell'Hålogaland. Il leiðangr, utilizzato anche in Svezia e Danimarca, sopravvisse sino alla fine del XIII secolo quando venne progressivamente sostituito da una tassa.